# Een vrouw tussen hond en wolf
Een Vrouw Tussen Hond en Wolf (en inglés: Woman Between Wolf and Dog; en francés: Femme Entre Chien et Loup) es una película dramática belga-francesa de 1979 dirigida por André Delvaux con la actuación de Marie-Christine Barrault y Rutger Hauer. Fue inscrito en el Festival de Cine de Cannes de 1979 y recibió el Premio André Cavens a la Mejor Película de la Asociación Belga de Críticos de Cine (UCC).

## Trama
Durante la Segunda Guerra Mundial, la chica de Amberes, Lieve, se enamora de un combatiente de la resistencia de habla francesa, mientras que su marido nacionalista flamenco lucha como voluntario en el Frente Oriental. La historia comienza en 1940 y termina doce años después. Lieve todavía se debate entre el amor de dos hombres, pero se da cuenta de que no es importante para ninguno de ellos. Por tanto, los abandona a ambos.

## Elenco
| Actor                    | Personaje                           |
| ------------------------ | ----------------------------------- |
| Marie-Christine Barrault | Lieve                               |
| Rutger Hauer             | Adriaan                             |
| Roger van Hool           | François                            |
| Senne Rouffaer           | El sacerdote                        |
| Bert André               | Slager                              |
| Raf Reymen               | Oom Georges                         |
| Hector Camerlynck        | Tío Odilon                          |
| Mathieu Carrière         | Soldado alemán                      |
| Yves Robert              | Werkman                             |
| Tine Balder              | Tía Mélanie                         |
| Jenny Tanghe             | Tía Anna                            |
| Greta van Langhendonck   | Susanne                             |
| Janine Bischops          | Tío Leontien                        |
| Johny Voners             | Tío Nand                            |
| Marc Bober               | Postbode                            |
| Jean-Claude Van Damme    | muchacho del jardín (no acreditado) |

- Datos: Q727004